# 赛球 (板球)

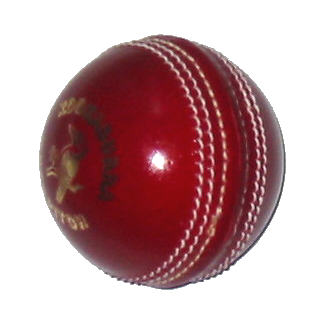
板球

赛球是在板球运动中所用到的一种坚硬的实心球。由软木和皮革构成。板球在很大程度上由一级比赛的赛制规则所管制。操纵板球是通过不同的各种各样的身体机能，投球稳定的程度和使击球手出局¬—¬空中掷球，离地面触球，同时也受球的状况和投球手的努力程度影响。而板球比赛获得最佳优势,关键在于防守位置。板球运动主要通过击球手得分，通过带球跑到安全位置，记为得分跑或者直接通过边界球。
板球对抗赛和国内大多数赛事都连续数天，板球是传统的红色。在很多单日赛中，板球则为白色。训练球，白，红，粉红也很常见，然而板球设计中橙色球和网球的球可用于训练或非官方的板球比赛。在板球赛中，当球的质量变化到不可再用时，而在这段恶化期间，也影响了比赛。在板球规则的指定允许方式以外对板球的修改，比赛中是被禁止的，'球篡改'已导致了许多争议。
板球的重量必须在155.9至163.0克之间，板球的硬度和包括比赛者使用时的危险是众所周知的。板球的危险性是引进防护设备的关键动机。由于板球受伤经常在比赛中被记录下来，小部分归因于板球的死亡也已被记录下来。

## 制造
板球中所用的球中心为软木，与缝线紧紧缠绕，表面为皮革是用线缝制起来。高品质的球适用于高水平比赛。板球表面覆盖物是用四个形状类似四分之一橘皮的皮革构造而成,一个半球相对于另一半可以旋转90°。  球的“赤道”是用线缝制，形成球的突出缝线，总共有6排。剩下的两块连在一起缝制于皮革内部。两块皮革覆盖的低质量的球同样也流行地用于练习和低水平比赛，由于其低采购成本。
对于男子板球赛用球必须重为5.5至5.75盎司（155.9至163.0克），及其周长不小于8 13/16吋，或不大于9吋（224，229毫米）。女子和青年比赛中的球要略小一点。

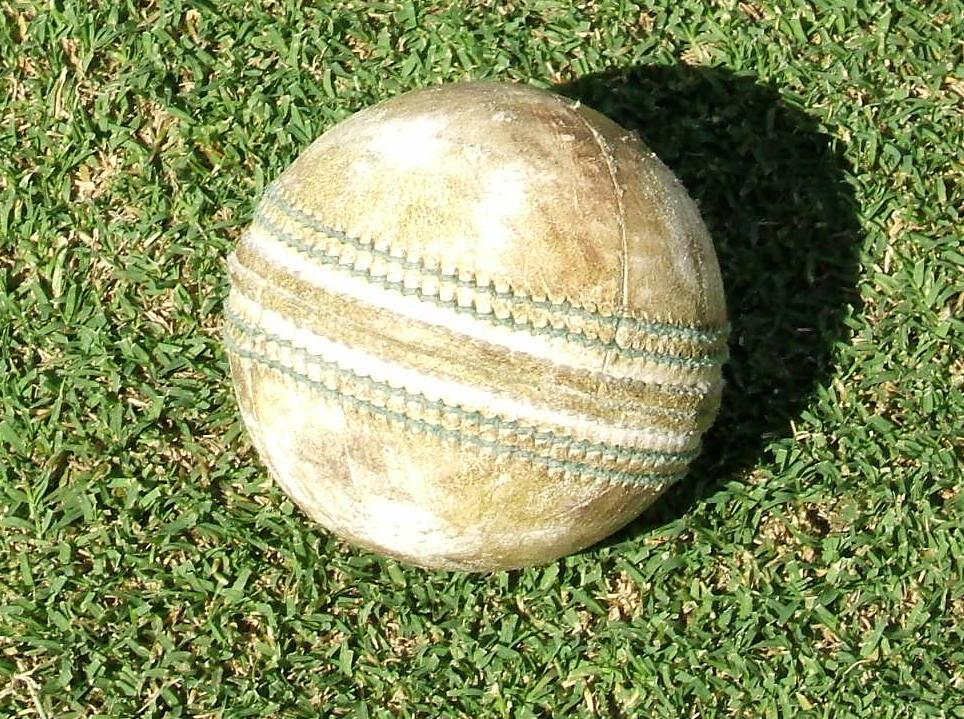
白球是用在许多限定轮数的比赛中，尤其是那些用到泛光灯的比赛中（日/夜场）。这是因为在黄色泛光灯下的红球上出现的褐色与球场颜色相似。

板球的球是传统上被染成红色，红色球在对抗赛和一级板球赛中使用。白球是在当为期一天的单日赛开始在夜晚有泛光灯下进行时,引进了白球,因为晚上更易于看清。职业单日赛现在也用白球，即使是不在晚上进行的比赛。偶尔也有其他颜色试行，如黄色和橙色，以提高夜间能见度，但到目前为止，着色球不适合职业比赛，因为他们穿的衣服得与传统球的颜色不相符。2009年月7月。粉色球第一次用于国际比赛中，英国女子队在沃姆斯利队击败澳大利亚队。
白色球被发现在前半局的比赛中旋转次数多于红色球，而且球质量的恶化的速度也更快。尽管制造商声称白色和红色球都采用相同的方法和材料制成。
板球是非常昂贵的。从2007年起，在英格兰一级板球赛中的板球建议零售价为70英镑。在板球对抗赛中，一只球最少可用80轮。（理论上五小时二十分钟的比赛）。在职业单日赛中，每场比赛至少用到2个新球。业余板球手经常不得不使用旧球或便宜的替代物，在这种情况下球的状况改变与职业板球赛局中所发生的状况的变化所经历的方式也许是不同的。
所有单日国际板球赛都用库克伯勒球，但在印度的对抗赛中,使用印度Sanspareils Greenlands（SG）公司的板球。当英格兰国际间的对抗赛时，他们使用“零蛋板球”，而在所有其他对抗赛中，库克伯勒球也被引用进来。
在1996年世界杯单日国际赛中，2名裁判必须各有1个球,裁判员在每轮更换主裁判和副裁判后，他们把球给防守方，只需击中6个球，在每轮结束时，带球返回。其他裁判也是如此…这就是当时单日国际板球赛是如何比赛的?简单说来,由于白球脏得非常快.

## 板球的危险性

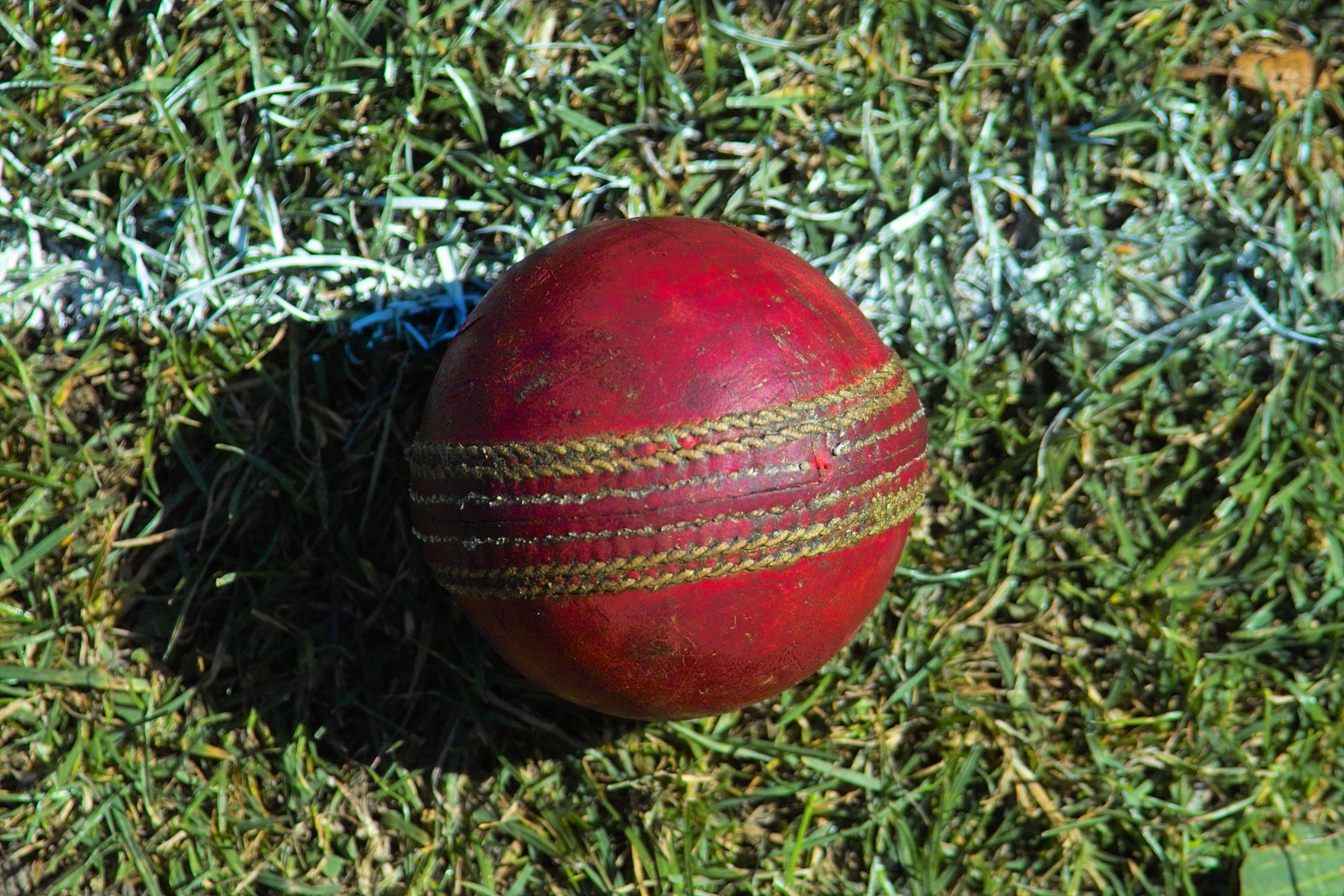
A used cricket ball

板球赛所用的球是出了名的硬，可能致命，因此，当今的击球手和外野手经常穿戴防护帽。拉曼兰巴去世时，在孟加拉国的俱乐部比赛中站在击球手安全线的右前方最靠近击球手的位置接球，然而被球击中头部。只有2个其他球员据知死于一级赛中防守时受伤所致。而这两名在击球时被击中者分别是：1870年，洛德诺丁汉郡板球赛中的乔治·萨默在洛滋的比赛中因头部受伤所致；和阿卜杜勒·阿齐兹，卡拉奇捕手，在1958－59年的（Quaid-e-Azam）硅德-依-阿兹玛的最后的决赛中的焦点人物。 (Lancashire )兰卡什郡的（Ian Folley）因·佛利于1993年为（whitehaven）怀特还温队比赛,在被球击中后死去。
弗雷德里克，威尔士王子常说被球击中后是死于并发症，尽管事实上不是真的——虽然是被击中头部，其实死亡的真正原因是突发的肺脓疡。格拉摩根球员罗杰戴维斯，1971年几乎被球致死，在防守时头部被球击中。印度的击球手（Nariman Contractor）那瑞曼.康塔克特在西印度过群岛的比赛中被球击中头部而不得不退休。
印度板球手蓝霸.拉曼霸在达卡的俱乐部比赛中因板球打中他的头部而死亡。蓝霸当时没有戴头盔站在击球手安全线的右前方最靠近击球手的位置接球,击球手梅赫拉布·侯赛因击球,球重重地打在他的头上并且反弹到捕手哈立德·玛 仕德。
板球裁判员在2009年南威尔士去世，由于外野手抛球击中头部而死。
许多受伤的情况都被汇报给全球范围的健康协会，与板球相关的受伤状况包括： 视觉受伤（有一些球员甚至失去眼睛），脑颅受伤（头部）牙的损伤（牙齿）手指或足趾受伤（手指和脚趾）以及睾丸。

## 板球旋转球
使板球旋转关键在于使球的两侧有压力差，空气压力取决每个球侧边的空气流动。旋转是外野手有意识或无意之中扰乱球一侧的空气流动时生成的。正常旋转是通过保持球一边打磨光滑，而且有光泽。投球时得把抛光的一面朝前，缝线角就会向你想要的方向倾斜旋转。外弧球由使用右手的击球手中抛出，而内弧线旋转球转向击球手。正常的旋转通过在光滑一侧保持薄片状边界层的空气流动同时在缝线侧形成湍流。这些投球，即使仍然是新的,特别是投手投外弧线球时对球的熟练程度就像球员的面包黄油。逆向旋转不同于正规的旋转。对于投出外弧线的球员，尽管缝线面定位相同的方向，动作也是一样的，球的粗糙面会朝前，球就像内弧线球一样移向击球手。逆向弯曲投球的成功在当球运行地非常快时，球打得非常快。在这种情况下在球两边的气流在到达到缝线之前将变得旋转不停。